# Carlos Briceno
Carlos Briceno, né le 10 août 1967 à Newport Beach (Californie), est un joueur de volley-ball américain.

## Carrière
Carlos Briceno participe aux Jeux olympiques de 1992 à Barcelone et remporte la médaille de bronze avec l'équipe américaine.